# Ray C. Smallwood
Ray C. Smallwood, né le 19 juillet 1887 à New York et mort le 23 février 1964  à Hollywood, est un réalisateur américain. Il fut marié à Ethel Grandin.

## Filmographie partielle
- 1920 : La Danseuse étoile (The Heart of a Child)
- 1920 : L'Orgueilleuse (Madame Peacock)
- 1920 : Billions
- 1921 : La Dame aux camélias (Camille)
- 1922 : My Old Kentucky Home
- 1922 : Queen of the Moulin Rouge
- 1922 : When the Desert Calls